# 유실 영화

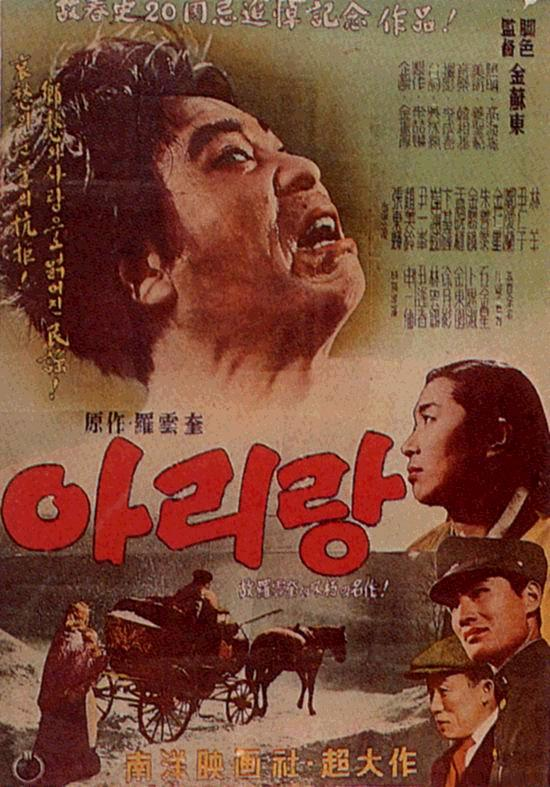
일제강점기 조선의 설움을 담아낸 대표적인 영화이지만 필름 등이 전해 내려오지 못하는 《아리랑》

유실 영화(영어: lost film) 또는 잃어버린 영화는 분실한 영화, 손실된 영화이다. 한국영상자료원, 국립중앙도서관과 같은 공립 아카이브, 스튜디오 아카이브, 개인 소장 어느 곳에도 존재하지 않는 장편 또는 단편 영화를 의미한다.
20세기 대부분에 걸쳐 미국의 저작권법은 저작권 등록 시에 모든 미국 영화의 경우 적어도 사본 하나를 미국 의회도서관에 배치할 것을 요구하였으나 의회도서관은 이러한 사본을 보유하는 것이 필수는 아니었다. 미국의 무성 영화들 가운데 많은 수가 유실되었으며 미국의 1927~1950년 사이에 제작된 유성 영화의 경우 절반이 유실된 것으로 추정된다.

## 같이 보기
- 유실 영화 목록(en)